# Druk Gyalpo
Quốc vương Bhutan (འབྲུག་རྒྱལ་པོ་; nghĩa đen là Long vương) là nguyên thủ quốc gia của Vương quốc Bhutan. Trong tiếng Dzongkha, Bhutan được gọi là Drukyul, tức là "Vùng đất của rồng sấm". Do đó các vị vua của Bhutan được gọi là Druk Gyalpo ("Vua Rồng"), còn người dân Bhutan tự gọi mình là Drukpa (người dân của Druk (Bhutan)).
Quốc vương hiện tại của Bhutan là Jigme Khesar Namgyel Wangchuck - Druk Gyalpo thứ 5, kế thừa vương miện Quạ Đen truyền thống của vương triều Wangchuck vào ngày 6 tháng 11 năm 2008. Ông được gọi với tước vị tôn kính là Mi'wang 'Ngada Rimboche (với ngôi xưng hô thứ 3) và "Ngada Rimboche" (với ngôi xưng hô thứ 2).
Vua Jigme Khesar là cũng là vị vua đang trị vì trẻ tuổi thứ hai trên thế giới. Ông lên ngôi sau khi cha của ông, Jigme Singye Wangchuck, vị Druk Gyalpo thứ 4 thoái vị ngày 14 tháng 12 năm 2006.

## Danh sách quốc vương Bhutan
Dưới đây là danh sách các vị Quốc vương, hay Long vương, theo hình thức thế tập của Bhutan:
| Tên                                    | Ảnh | Ngày sinh, mất                                     | Bắt đầu trị vì       | Kết thúc trị vì                 | Ghi chú              | Dòng họ   |
| -------------------------------------- | --- | -------------------------------------------------- | -------------------- | ------------------------------- | -------------------- | --------- |
| Ugyen Druk Gyalpo thứ 1                |     | 1862 – 21 tháng 8 năm 1926 (64 tuổi)               | 17 tháng 12 năm 1907 | 21 tháng 8 năm 1926             |                      | Wangchuck |
| Jigme Druk Gyalpo thứ 2                |     | 1905 – 24 tháng 3 năm 1952 (47 tuổi)               | 21 tháng 8 năm 1926  | 24 tháng 3 năm 1952             | Con của Ugyen        | Wangchuck |
| Jigme Dorji Druk Gyalpo thứ 3          |     | 2 tháng 5 năm 1929 – 21 tháng 7 năm 1972 (43 tuổi) | 24 tháng 3 năm 1952  | 21 tháng 7 năm 1972             | Con của Jigme        | Wangchuck |
| Jigme Singye Druk Gyalpo thứ 4         |     | 11 tháng 11, 1955                                  | 21 tháng 7 năm 1972  | 14 tháng 12 năm 2006 (thoái vị) | Con của Jigme Dorji  | Wangchuck |
| Jigme Khesar Namgyel Druk Gyalpo thứ 5 |     | 21 tháng 2, 1980                                   | 14 tháng 12 năm 2006 | đương nhiệm                     | Con của Jigme Singye | Wangchuck |